# ジャック・シャルル・フランソワ・スツルム
ジャック・シャルル・フランソワ・スツルム（仏: Jacques Charles François Sturm、1803年9月29日 – 1855年12月15日
）は、フランスの数学者。方程式の理論においてスツルムの定理など重要な貢献を行った。

## 生い立ち
1803年、当時フランス領であったジュネーヴに生まれた。父ジャン＝アンリ・スツルム（Jean-Henri Sturm）の家族は1760年代にストラスブールから移住してきた。母は Jeanne-Louise-Henriette Gremay。
1818年、ジュネーヴアカデミーの講師に師事した。父の死によって、スツルムは家族を支えるため、裕福な子供に授業をすることを強いられた。1823年、彼はアンヌ・ルイーズ・ド・スタールの息子の家庭教師になった。
1823年末、スツルムは教え子の家族に付いていき短期間パリに滞在した。学校の同僚のジャン＝ダニエル・コラドン とともに、パリで機運を試すことを決心し、 Bulletin universel で職を得た。

## 発見
1829年、スツルムは現在彼の名を冠する定理であるスツルムの定理を発見した。

## 功績
1830年の革命で、スツルムはプロテスタント信仰を理由とする高等学校への就職の辞退をする必要がなくなった。年末にはコレージュ・ローリンの数学科の教授に任命された。
1836年、フランス科学アカデミー会員に選ばれ、アンペールの空けた席を埋めた。エコール・ポリテクニークにて1838年に répétiteur 、1840年に教授になった。同年のポアソンの死に伴い、Faculté des sciences de Parisの力学教授に指名された。スツルムの作品 Cours d'analyse de l'école polytechnique (1857–1863) と Cours de mécanique de l'école polytechnique (1861) はスツルムの没後にパリで出版された。
リウヴィルとスツルムはスツルム＝リウヴィル型微分方程式に名を残している。
1826年、同僚のコラドンとともに、水中における音速を最初に実験的に決定する手助けを行った。 

## 死没
1851年、心臓に異常をきたすようになった。長い闘病にて、しばらくの間は教職に復帰することができたが、1855年に没した。 
小惑星31043 Sturmはスツルムの名に因む。スツルムはエッフェル塔に刻まれた72人のフランスの科学者の一人である。

## 受賞
- 数学の Grand prix（1834年12月4日）
- ベルリンアカデミー会員（1835）
- サンクトペテルブルク（セントピーターズバーグ）アカデミー会員（1836）
- レジオンドヌール勲章オフィシェ (1837)
- コプリ・メダル (1840)
- 王立協会会員 (1840)

## 主な著作

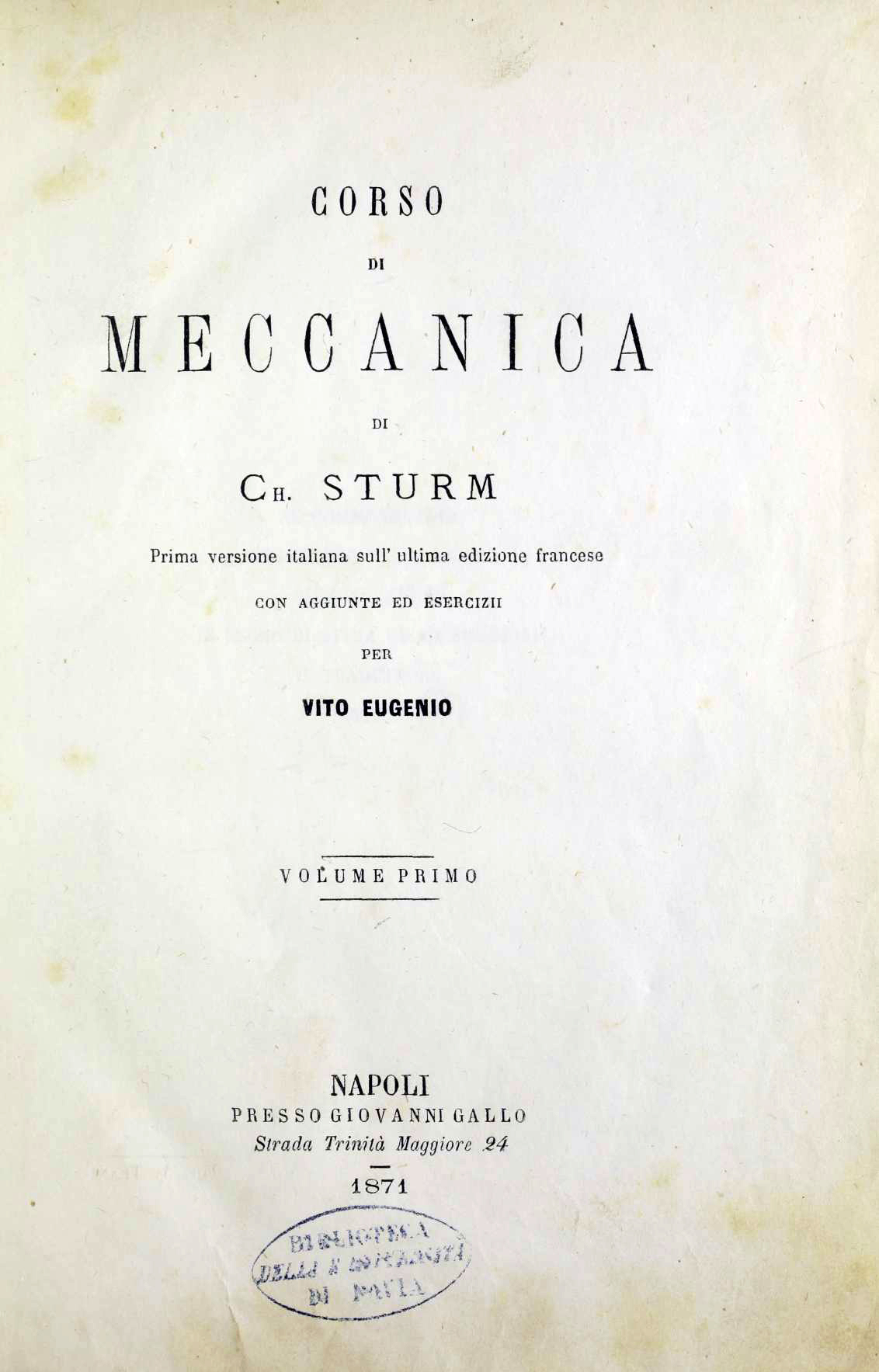
Cours de mécanique de l'École polytechnique, 1871

- (イタリア語) Cours de mécanique de l'École polytechnique. 1. Napoli: Gallo. (1871)
- (イタリア語) Cours de mécanique de l'École polytechnique. 2. Napoli: Gallo. (1871)
- Cours d'analyse de l'Ecole polytechnique. Tome premier (Gauthier-Villars, 1877)
- Cours d'analyse de l'Ecole polytechnique. Tome second (Gauthier-Villars, 1877)
- Cours de mécanique de l'Ecole polytechnique (Gauthier-Villars, 1883)